# 雙溝金
雙溝金（印尼語：Sungai Lakum）是印度尼西亞西加里曼丹省三發縣邦戛鎮的一個傳統地域名稱，位於該鎮南部，其範圍大致為日落洞村西北部。